# Анак Агунг Истри Каниа Ратих Атмаджа
Анак Агунг Истри Каниа Ратих Атмаджа (англ. Anak Agung Istri Kania Ratih Atmaja; род. 28 мая 1998, Кута, Бали) — индонезийская пловчиха. Двукратный бронзовый призёр Игр Юго-Восточной Азии 2017 и 2019 годов.

## Биография
Анак Агунг Истри Каниа Ратих Атмаджа родилась 28 мая 1998 года в индонезийской деревне Кута.
Выступает в соревнованиях по плаванию за клуб «Миллениум».
В 2016 и 2021 годах завоевала золотые медали Национальной спортивной недели в плавании на 50 метров вольным стилем.
Выиграла четыре награды Национальной недели студенческого спорта: серебро в 2017 году в Макасаре на дистанции 100 метров на спине и три золота в 2019 году в Джакарте на дистанциях 50 метров вольным стилем, баттерфляем и на спине.
Дважды выигрывала бронзовые медали Игр Юго-Восточной Азии на дистанции 50 метров на спине — в 2017 году в Куала-Лумпуре и в 2019 году в Маниле.
В 2018 году участвовала в летних Азиатских играх в Индонезии. Показала 13-й результат на дистанции 50 метров вольным стилем и 14-й на дистанции 50 метров на спине.
Рекордсменка Индонезии.